# マティアス・ハンロル
マティアス・ハンロル（Matthias Hamrol、1993年12月31日 - ）は、ドイツ・トロイスドルフ出身の元サッカー選手。現役時代のポジションはGK。